# Sheikh
Sheikh (ook: Shiikh, Sheekh, Upper Sheikh) is een stad in centraal Somaliland (een niet-erkende staat in de Hoorn van Afrika, die zich in 1991 afscheidde van Somalië). Sheikh is de hoofdplaats van het district Sheikh in de regio/provincie Saaxil. Het ligt op meer dan 1430 m hoogte in het Golis gebergte, ruwweg halverwege de grotere steden Berbera (aan de kust van de Golf van Aden, op ca. 71 km afstand) en Burao (verder in het binnenland, ca. 60 km).

## Beschrijving
Sheikh ligt aan de geasfalteerde weg van Berbera naar Burao. Deze Burao-Berbera Highway is een van de mooiste wegen van Somaliland. Komende vanuit het hete en woestijnachtige Berbera begint na ca. 46 km bij het dorp Laaleys de klim in het Golis-gebergte. Het landschap wordt dan snel groener en via een reeks haarspeldbochten wordt de Sheikh-pas bereikt op ca. 1490 m. hoogte. Daarna volgt een korte afdaling naar Sheikh, dat op ca. 1430 m. op een hoogvlakte ligt. Eigenlijk is het Golis-gebergte dus geen gebergte, maar de grillige noordelijke rand van het Somalische plateau.
De kern van het plaatsje heeft een rechthoekig stratenplan. Er zijn vier hotels (MashaAllah, Daalo, het Ayaan Muniiro hotel, en het grote Hashi Baroo hotel van 5 verdiepingen). Voorts zijn er ten minste 2 apotheken en verscheidene winkeltjes en eetgelegenheden.
Sheikh had vroeger een airstrip; die is in onbruik geraakt maar is nog herkenbaar in het landschap.

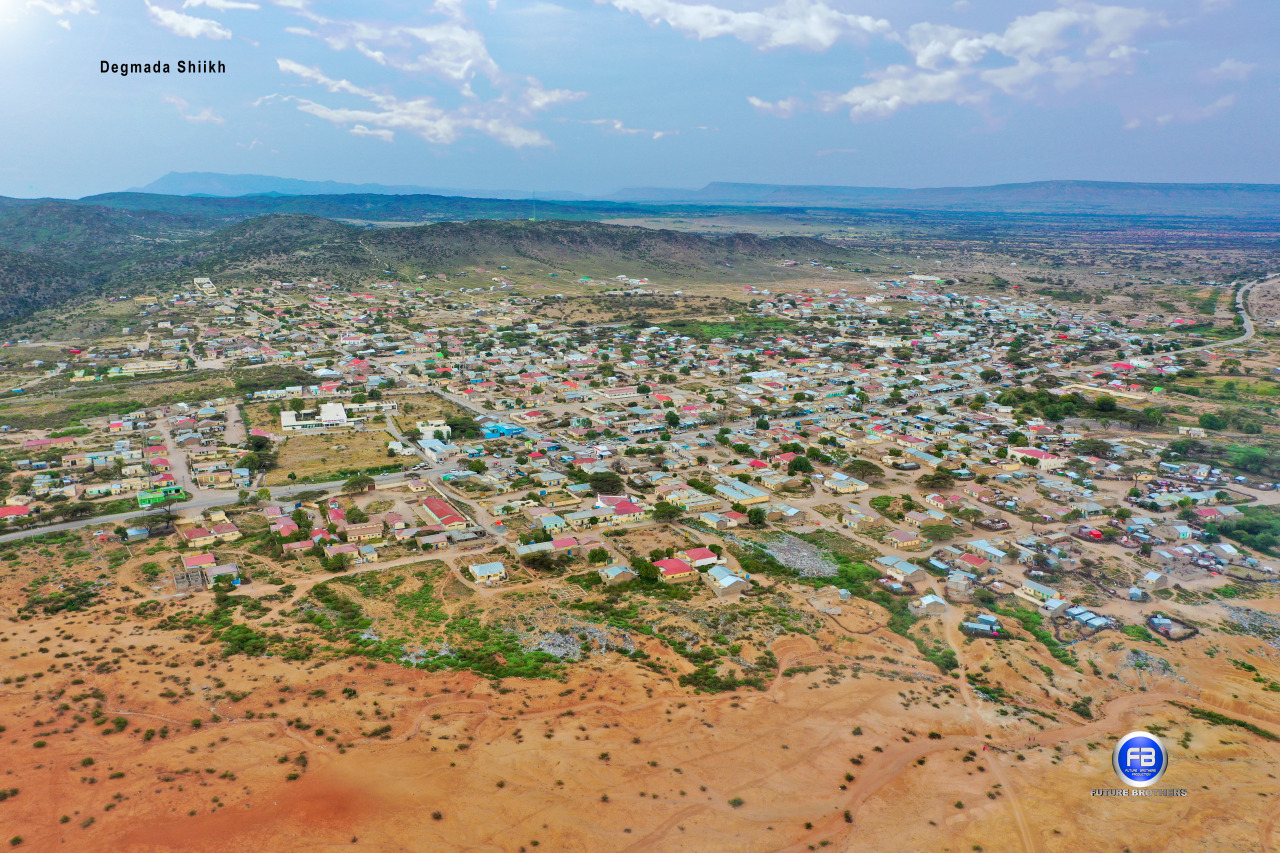
Sheikh

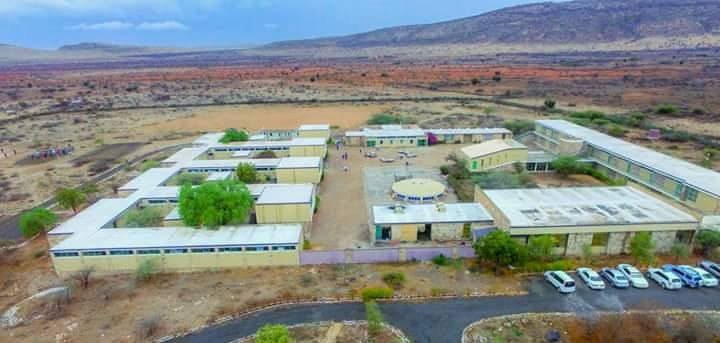
Pharo Secondary School.

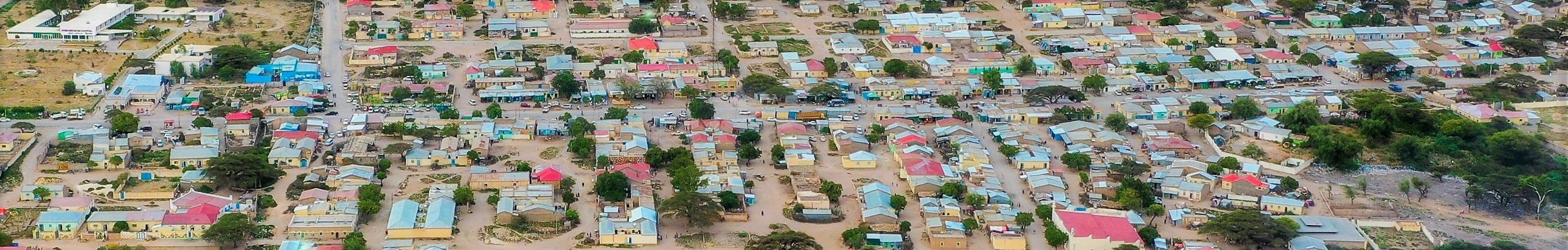
Hoofdstraat in Sheikh.

Verscheidene bronnen geven aan dat er in Sheikh oude Britse koloniale gebouwen zouden staan en tempelruïnes die gelijkenis vertonen met die op het Deccan Plateau in India. Deze meldingen blijken o.m. afkomstig van een artikel uit een Schots geografisch tijdschrift uit 1898. In de praktijk en op internet is er niets van historische gebouwen of ruïnes te vinden en moderne gidsen beschrijven de stad als humdrum: alledaags, saai.

Vlak buiten de stad ligt de Pharo Secondary School. Het is een groot complex dat in 1958 werd opgericht als de "SOS Hermann Gmeiner Sheikh Secondary School" en werd beheerd door SOS Kinderdorpen. In 1989 werd de school door de troepen van Siad Barre geplunderd en verwoest. In 2003 werd het complex hersteld door een Brits echtpaar en ging weer open. Zij moesten dat met de dood bekopen, want enkele maanden na de heropening van de school werden zij vermoord door terroristen van Al-Itihaad al-Islamiya, omdat de school leerlingen tot het christendom zou bekeren. Diverse hooggeplaatste politici werden hier opgeleid, waaronder twee voormalige Somalilandse presidenten, Ahmed Silanyo en Ibrahim Egal. De school heeft strikte toelatingsexamens; alleen de beste studenten worden toegelaten. In 2019 werd het beheer van de school door The Pharo Foundation overgenomen van SOS Kinderdorpen en wijzigde de naam. Er zijn ca. 260 studenten (anno 2022).

## Administratieve indeling
De meeste landkaarten geven nog steeds aan dat het district Sheikh een van de drie districten is in de regio/provincie Togdheer, cf. de oude bestuursindeling van Somalië uit 1986. In 2002 vond evenwel een administratieve herindeling plaats waarbij het district Sheikh werd overgeheveld naar de nieuw gecreëerde regio Saaxil, die aanvankelijk uit vijf districten ging bestaan. In 2019 werd Saaxil her-ingedeeld en opgesplitst in 8 districten. Daarbij werd de positie van Sheikh als hoofdstad van zijn eigen district bevestigd; zie Art. 10.1 van de Regions and Districts Self-management Law, No. 23/2019. De grenzen van de 8 districten werden niet in de wet beschreven en dus is onduidelijk welke plaatsen in het district Sheikh liggen, m.u.v. Sheikh zelf.

## Klimaat
Sheikh heeft een warm semi-aride steppeklimaat (BSh in de Köppen Klimaatclassificatie), getemperd door de forse hoogte waarop de stad dorp ligt, met een gemiddelde jaartemperatuur van 19,1 °C; de temperatuurvariatie is beperkt; de koudste maand is januari (gemiddeld 14,4 °C); de warmste juni (22,5 °C). Regenval bedraagt jaarlijks ca. 466 mm; In april - mei is het eerste regenseizoen (de zgn. Gu-regens) en dit zijn ook de twee natste maanden waarin er zo'n 70mm valt. Van augustus - oktober is er een tweede regenseizoen (de zgn. Dayr-regens). De neerslag kan overigens van jaar tot jaar sterk variëren. Het droge seizoen is van november - maart.